# Lanzè
Lanzè (Lansè in veneto) è una frazione del comune di Quinto Vicentino, in provincia di Vicenza, che conta 1 050 abitanti.

## Geografia fisica
La frazione è situata a nord/est rispetto al capoluogo; confina a nord ovest con il Comune di Bolzano Vicentino, a nord est con San Pietro in Gu (Padova), a est con Gazzo Padovano e a sud ovest con Quinto Vicentino. Lanzè si trova a sud della Strada Statale 53 Postumia, che permette il rapido accesso alle autostrade A4 Milano-Venezia e A31 e al centro di Vicenza, immersa nella verde campagna dell'est vicentino.
Il paese è attraversato dal fiume Armedola, ma il vecchio “bosco” continua tutt'oggi a caratterizzare l'intero territorio lasciando i segni della sua trasformazione in una fertile pianura, con i suoi numerosi fossati e rivoli con abbondante acqua anche sorgiva, e con strade alberate che si snodano tra campi e prati, coltivati con produzioni agricole intensive.

## Origini del nome
Sul nome esistono due ipotesi:
- la prima che possa derivare da una particolare conformazione di una parte del suo terreno coltivato ed abitato ubicato a ponente del bosco, a forma di lancia (terra lanceate, lanzade, ecc.)[3]
- la seconda che invece sia stata la famiglia dei Lanzè, della più antica nobiltà feudale vicentina e che possedevano in origine questi territori, ad attribuire il suo nome al territorio[4].

## Storia

### Medioevo
La frazione ha condiviso le vicissitudini storiche del capoluogo solamente in parte, in quanto relegata ai margini del suo territorio e quasi interamente compresa nel “bosco della Canonica”, uno dei più vasti della pianura vicentina di cui si trova traccia nei documenti fin dal XIII secolo, così denominato perché di proprietà del capitolo dei Canonici del Duomo di Vicenza. Di vasta superficie, pari a non meno di 1200 - 1500 campi che ricopriva anche i territori limitrofi di San Pietro in Gu, Villalta e Gazzo, era interamente occupato da boschi, acquitrini e paludi fino a quando (già fin dalla fine del XIII secolo) ebbero inizio i grandi interventi di disboscamento e dissodamento per adibire il terreno alla coltivazione agraria, lasciandone immutate solamente alcune piccole porzioni (custodite da palizzate) per permettere lo stazionamento e lo sviluppo di animali selvatici da cacciare.
Tanto il Barbarano che il Pagliarini fanno cenno ad un "fortissimo castello", posseduto in questa località dai nobili da Lanzè che si erano insediati sul posto sin dal secolo XII. In realtà non sono rimasti antichi documenti che ne parlino, ma è verosimile che il castello sia stato costruito da questi nobili e che - come molti altri - sia stato notevolmente danneggiato durante le lotte tra vicentini e padovani.
La piccola comunità, identificata allora con la chiesa locale, visse separata da quella di Quinto, che posta ai confini della città poteva godere di maggiori collegamenti e, quindi, di sviluppi e rapporti commerciali. Solo a partire dal XVI secolo iniziò a condividere con Quinto e Valproto le vicissitudini post medioevali fino ai nostri giorni.
Anche la chiesa parrocchiale fu soggetta, in tempi diversi, alle pievi limitrofe (Bolzano, San Pietro in Gu e Villalta), prima di vedersi riconosciuta quale entità autonoma dopo la prima metà dell'Ottocento.
CADUTI PRIMA GUERRA MONDIALE
- Baldin Antonio (1894-1916): sol. 76° Rgt. Fanteria "Napoli" -ospedale guerra 035, Visco (UD) -per malattia
- Biasia Luigi (1889-1916): sol. 219° Rgt. Fanteria "Sele" -Monte Cimone- in combattimento (DISPERSO)
- Ceccato Antonio (1899-1918): sol. 1° Rgt. Fanteria "San Giusto"- Alano (BL)- per ferite riportate in combattimento
- Costa Giovanni (1897-1918): sol. 26° Rgt. Fanteria "Bergamo"-in prigionia Ostffyasszonyfa (HUN)- per malattia
- Forte Pietro (1884-1918): sol. 317 cp. lavoratori- Lecco- per malattia
- Pasquali Remo (1882-1918): sol. 2° Rgt. Fanteria "Re"- in prigionia- per malattia
- Passarin Luigi (1886-1916): sol. 89° Rgt. Fanteria "Salerno"- Altopiano di Asiago (VI)- in combattimento (DISPERSO)
- Passarin Virginio (1898-1917): sol. 11° Rgt. Bersaglieri- sul Carso- per ferite riportate in combattimento
- Rossato Angelo (1900-1918?): per malattia
- Zanotto Giuseppe (1889-1916): 133^ Batteria Bombardieri- sul Carso- per ferite riportate in combattimento

CADUTI SECONDA GUERRA MONDIALE
- Beato Sante (1922-1943): sol. 17° Rgt. Artiglieria Div. "Sforzesca"- in Russia (DISPERSO)
- Ometto Rino (1922-1942): sol. 79° Rgt. Fanteria Div. "Pasubio"- in Russia (DISPERSO)

## Monumenti e luoghi d'interesse

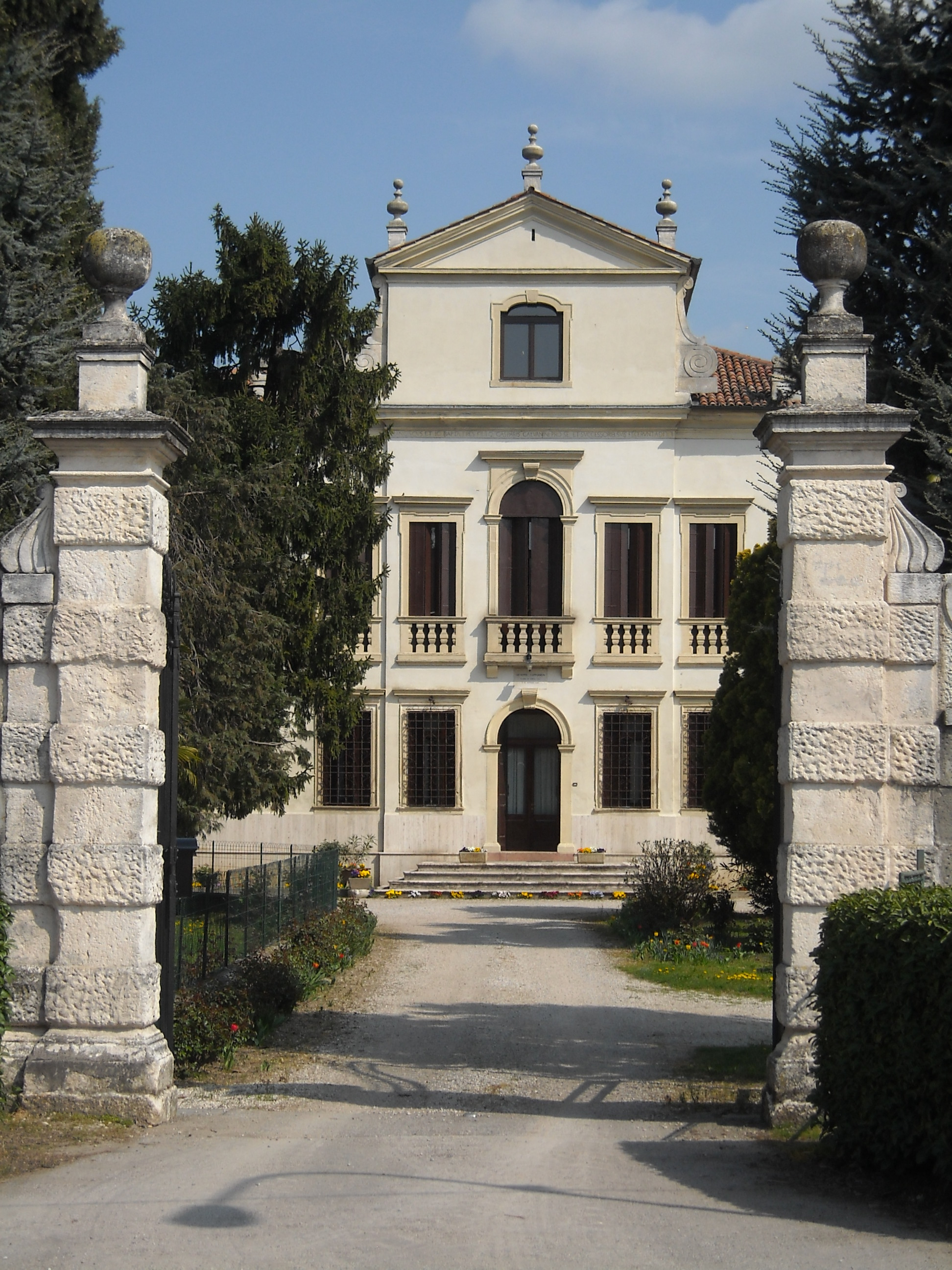
Villa Galvanin Rigon

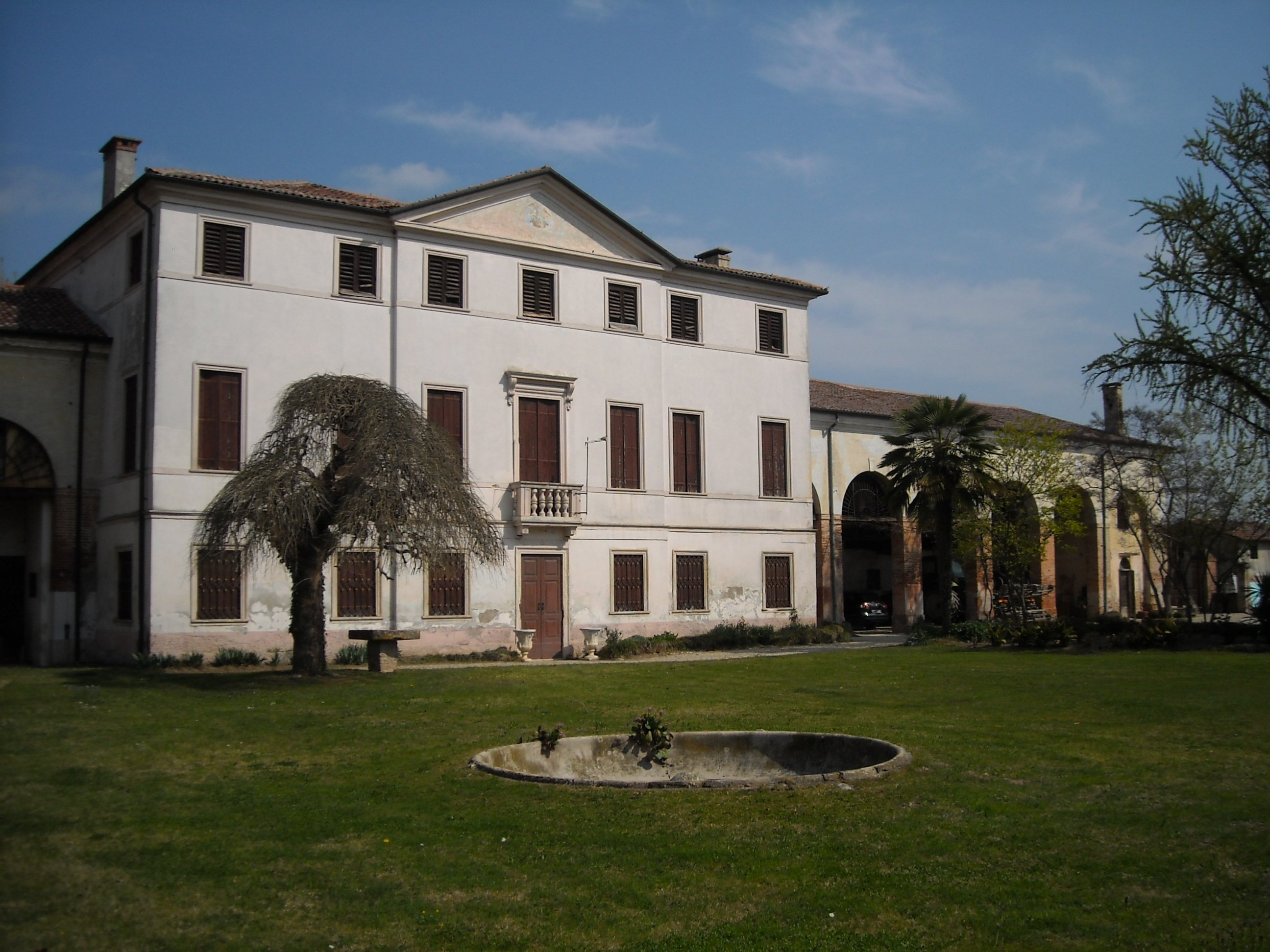
Villa GorgoBenetti

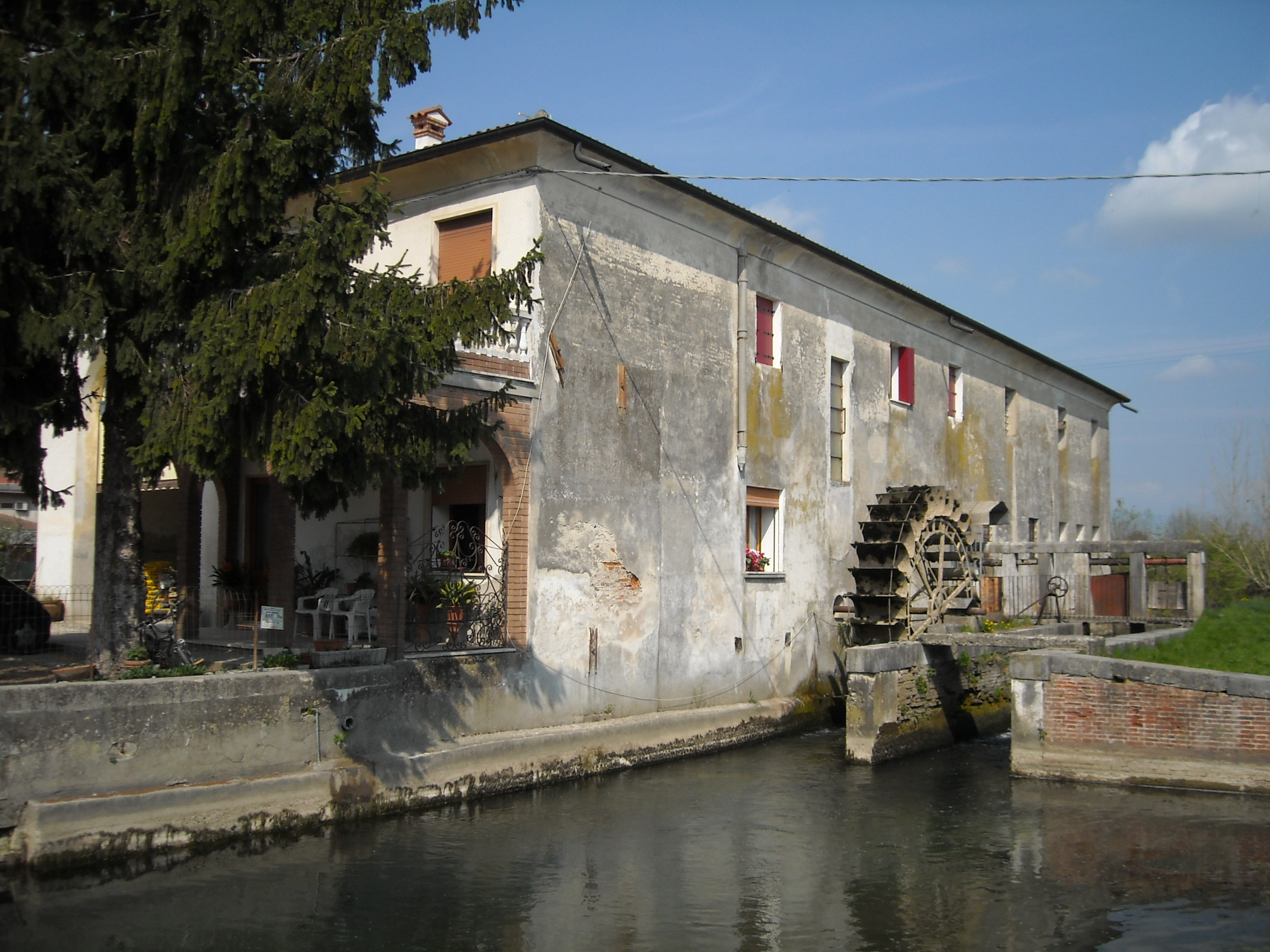
Mulino di Lanzè

Tra le varie testimonianze dell'edilizia rurale antica, i principali tutt'oggi in buono stato conservativo, sono:
- Villa Ca' Prigioni, d'impianto prepalladiano, edificata nell'anno 1526
- Villa Galvanin Rigon, in cui il 10 dicembre 1802 nacque il poeta Giuseppe Capparozzo.
- Villa Gorgo Benetti
- un antico mulino tuttora funzionante sulle acque dell'Armedola, di proprietà della famiglia Farina.
- tracce leggibili di un antico castello circondato da fossati, forse identificabili con Villa Ca'Prigioni o Casa Muzi(?). Tuttavia l'abate e storico Gaetano Maccà riporta: "[...]Quantunque in questa villa non siavi oggidì alcun vestigio di castello [...][10] lasciando decadere tale ipotesi.
- la chiesa parrocchiale dei Santi Biagio e Rocco, eretta tra il 1926 e il 1930 in luogo della preesistente settecentesca, su progetto dell'ing. Ferruccio Chemello di Vicenza[11]; al suo interno affreschi di Gian Maria Lepscky dell'Accademia di Venezia e due tele del XVIII secolo provenienti dalla vecchia chiesa e recentemente restaurate[12]
- il campanile, alto 35m, fu costruito nel 1896[13] e restaurato in occasione del centenario[14].

## Economia
La zona industriale del comune di Quinto Vicentino si trova ai confini del territorio di Lanzè e rappresenta un polo di attrazione della manodopera comunale. Oltre a questa, però, Lanzè è anche sede di due imprese specialistiche di lavorazione di materie plastiche e di una impresa chimica, che impiegano diversi lavoratori locali ed extracomunali.
Il paese non ha tuttavia abbandonato le tradizioni agricole, indissolubilmente legate all'allevamento, per lo più bovino: il paesaggio è caratterizzato da prati stabili irrigui e coltivazioni di mais. Il latte prodotto viene lavorato principalmente per la produzione di grana Padano.